# Vikos–Aoös Nationalpark
Vikos–Aoös Nationalpark (græsk: Εθνικός Δρυμός Βίκου–Αώου Ethnikós Drymós Víkou – Aóou) er en nationalpark i periferien (regionen) Epirus i det nordvestlige Grækenland. Parken, der blev grundlagt i 1973, er en af ti nationalparker på det græske fastland og ligger 30 kilometer nord for byen Ioannina i den nordlige del af Pindus-bjergkæden. Den er opkaldt efter de to største kløfter i området og omfatter 126 km2 bjergrigt terræn med mange floder, søer, huler, dybe kløfter, tæt nåletræs- og løvskov. Parken er en del af EUs Natura 2000-netværk og en af UNESCO Geoparker og spænder over en højde fra 550 til 2.497 moh. Over 100.000 mennesker besøger parken hvert år og deltager i aktiviteter, herunder rafting, kano og kajak-sejlads, vandreture og mountainbiking.
Kernen i parken, et areal på 34 km2 omfatter den spektakulære Vikoskløft, hvor Voidomatis floden løber. Kløftens hoveddel er 12 km lang og når en dybde på 1.000 meter. Aoös-kløften, Tymfibjerget (2.497 moh. ved Gamila-toppen), og et antal bevarede traditionelle bebyggelser udgør parkens perifere zone. Parkens afsides beliggenhed og relativt lille befolkning kombineret med den store variation af biotoper og mikroklimatiske forhold giver mulighed for en rig flora (1.800 arter) i området. Vikos – Aoös Nationalpark understøtter en mangfoldighed fauna. med en overflod af store pattedyr såsom den brune bjørn, for hvilken parken er en af de sidste europæiske højborge. 
Det første bevis for menneskelig tilstedeværelse i området dateres for mellem 17.000 og 10.000 år siden. Parkens område har været tyndt befolket gennem historisk tid, men fra det 17. til det 19. århundrede fik de lokale samfund i Zagori en autonom status, blomstrede økonomisk på grund af øget handel og blev et vigtigt centrum for folkemedicin.  I de seneste årtier ses økoturisme som et middel til at få liv i de stærkt affolkede lokale bosættelser, samtidig med at det naturlige miljø og den lokale arkitektur bevares. 

## Geografi og geologi
Vikoskløften ligger på de sydlige skråninger af bjerget Tymfi. Den når en dybde på ca. 1.000 meter,  og går i sydøst-nordvestlig retning.  Landskabet i den 20 km lang kløft hører for en stor del (12 km) til parkens kernezone. Den er af Guinness Book of Records opført som den dybeste kløft i verden i forhold til bredden selvom nogle kløftlobbyister bestrider dette. Stejle skråninger og bratte klippefyldte dominerer i henholdsvis de midterste og højere zoner. Talrige kløfter går ud fra begge sider af kløften, og vandets forvitring ned ad væggene skaber en del ur.

### Aoöskløften
I den nordlige del af parken og meget tæt på byen Konitsa  passerer Aoös-floden gennem kanaler dannet af dale fra de nærliggende bjerge Trapezitsa 2.022 moh., Tymfi og Raidovouni 1.957 moh. hvilket skaber Aoöskløften, der er 10 km lang. Det har en øst-vestlig retning og har adskillige enkeltbuede stenbroer fra det 17. til det 19. århundrede samt klostre bygget i den lokale arkitektoniske stil. Den er kendetegnet ved det store antal sidekløfter og strømme  mens den sydlige del af kløften er stejlere end den nordlige del. Dybe og stejle kløfter inden for de lodrette vægge fører, som følge af kalkstensforvitring, store mængder materiale ned i Aoös, De kompakte dolomitter, der ligger på bunden af kløften, dateres til den tidlige jura-periode og er de ældste klippeformationer i parken. Deres alder er bestemt ved hjælp af havfossiler, der findes inde i dem.

### Bebyggelser
Der er fire landsbyer inde i Vikos–Aoös Nationalpark og yderligere ni nær grænserne til den perifere zone. Alle disse bosættelser i den vestlige del af Zagori er tyndt befolket med en samlet befolkning på 1.515 mennesker. Landsbyerne har en kernelignende form, hvor husene ligger rundt om det centrale torv og er forbundet med stier brolagt af skifer eller brosten. 

## Dyreliv
Parkens varierede geologi og topografi har resulteret i en unik flora og fauna . Der er tre primære habitatzoner:  (1) Middelhavsskov, der hovedsagelig består af løvfældende bredbladede skove og skovområder og strækker sig op til en højde på ca.1.500 meter. (2) Kombinerede områder af landbrugsjord med træ hække og forskellige skovområder, foruden halvåbne kratskov og stenede steder i de lavere og mellemste skråninger nær bebyggelser. (3) Højlandet med subalpine græsarealer og klippefyldte områder. Dette habitat findes over 1.500 meters højde og er vært for sjældne fuglearter som bl.a. kongeørn.

### Flora
Skovene består af forskellige arter af løvfældende- og nåletræer og et stort udvalg af vilde blomster . Et vigtigt element i regionens flora, bortset fra det rige udvalg af plantearter, er den høje grad af endemisme på Balkan (23%) og græske arter (5,8%).  Nylige undersøgelser af floraen i nationalparken fandt 873 karplanter, herunder mere end 250 med medicinske, aromatiske eller giftige egenskaber. Parkens skove er rigelige på arter forbundet med det kølige lokale klima, såsom Skovelm, nældeklokke, hestekastanje og storbladet lind. I Vikoskløften danner orientalsk platan en azonal galleriskov langs bredden af Voidomatis.  Skovene i bjergområdet omkring landsbyen Papingo er kendetegnet ved overvægt af forskellige enebærarter, såsom ene, foetidissima, middelhavs-ene og græsk ene . I de øverste bakker dominerer Juniperus foetidissima med usædvanlig høje træer på mere end 10 meter. Højere oppe findes rene nåletræskove af enten fyr eller gran.

### Fauna
Vikos – Aoös Nationalpark bevarer et af de rigeste bjerg- og skovøkosystemer med hensyn til dyrelivsdiversitet i Grækenland. Talrige arter af store pattedyr som ulve, ræve, vilde heste og rådyr findes i området året rundt. Oddere og vildkatte lever omkring Tymfi-området, hvor sidstnævnte dog er ret sjældne. Pindus-området, som Vikos – Aoös er en del af, er hjemsted for den truede brunbjørn og los og er også det sydligste punkt i deres europæiske levesteder. En af parkens specielle attraktioner er gemsen (Rupicapra rupicapra ), en sjælden art, der lever i højderne langt fra menneskelig aktivitet, især på skråningerne i kløfterne, for eksempel i Megas Lakos, en sidedal i Vikos-kløften.
I alt 121 fuglearter er observeret i parken, hvoraf 26 betragtes som væsentlige at bevare. Området huser femten arter af rovfugle og bestande af fuglearter med få habitater i Grækenland, såsom hjerpe, perleugle, murløber og fyrremejse. To fuglesamfund, der befinder sig i det subalpine skovøkosystem, betragtes som et af de mest komplette i Grækenland:  Det første inkluderer arter, der yngler i det subalpine område, f.eks. alpeallike, bjerglærke, klippespætmejse og alpesejler, mens den anden omfatte gåsegrib, ådselgrib, vandrefalk og tårnfalk, der søger føde i en større zone. 
Vikos-Aoös-området indeholder også en række egnede levesteder med tætte populationer af padder og krybdyr. Orsinis hugorm bor i de subalpine enge og betragtes som en truet art.  Den amfibiske bjergsalamander (Triturus alpestris), der bor i de alpine søer i Tymfi-regionen, hovedsagelig i Drakolimni, er forbundet med lokale folkeeventyr af drager og dragekampe. Gulbuget klokkefrø ( Bombina variegata ) er også almindelige i det samme område. Talrige fisk, såsom ørred, skalle og skægkarpe findes i parkens floder.

## Galleri
| A small village on the top of a hill and huge cliffs on the background   |
| Astrakatoppen (kendt som 'Astraka tårnene') over landsbyen Mikro Papingo |

| A small river flowing in dense vegetation  |
| Floden Voidomatis med Astraka i baggrunden |

| A Platanus orientalis tree in front of a small river |
| Platanus orientalis træ på bredden af Voidomatis     |

|                                     |
| Landskab i Vikos–Aoös Nationalpark. |

|                                     |
| Landskab i Vikos–Aoös Nationalpark. |

|                                     |
| Landskab i Vikos–Aoös Nationalpark. |

|                                     |
| Landskab i Vikos–Aoös Nationalpark. |

|                                     |
| Landskab i Vikos–Aoös Nationalpark. |

|                                        |
| Sommerfugl i Vikos–Aoös National Park. |